# Halina Lichocka
Halina Zofia Lichocka (ur. 5 lutego 1947 w Kikole) – polska historyk nauki, profesor nauk humanistycznych.

## Życiorys
Po ukończeniu X Żeńskiego Liceum Ogólnokształcącego im. Królowej Jadwigi w Warszawie studiowała elektronikę na Politechnice Warszawskiej. W 1977 r. ukończyła studia na kierunku chemia na Uniwersytecie Warszawskim.
W tym samym roku została pracownikiem naukowym w Instytucie Historii Nauki PAN (wcześniejsza nazwa: Instytut Historii Nauki, Oświaty i Techniki PAN). W latach 2007–2011 była przewodniczącą Komitetu Historii Nauki i Techniki PAN oraz przewodniczącą Polskiego Komitetu Narodowego ds. Współpracy z Międzynarodową Unią Historii i Filozofii Nauki / Oddział Historii Nauki i Techniki (IUHPS/DHST), od 2007 do 2018 r. była kierownikiem Zakładu Historii Nauk Ścisłych, Przyrodniczych i Techniki w Instytucie Historii Nauki PAN.
Jest autorką książek oraz rozdziałów w pracach zbiorowych, a także licznych artykułów z zakresu historii nauk przyrodniczych, publikowanych w kraju i za granicą. Była redaktorem naczelnym czasopisma naukowego „Analecta. Studia i Materiały z Dziejów Nauki”, od jego powstania w 1992 r. do 2020 r.. W latach 1996–2007 była zastępcą dyrektora Instytutu Historii Nauki PAN oraz sekretarzem naukowym Komitetu Historii Nauki i Techniki PAN. Od 1999 r. jest członkiem rzeczywistym Academie Internationale d’Histoire de la Pharmacie, a od 2001 r. członkiem Working Party on the History of Chemistry – zespołu roboczego, działającego w ramach European Assotiation for Chemical and Molecular Sciences.
W latach 2021–2023 była członkinią Rady Naukowej Instytutu De Republica.
Zajmuje się historią nauk przyrodniczych, w szczególności historią rozwoju i zastosowań chemii XVIII–XX w.

## Ważniejsze publikacje
- Ignacy Mościcki, Radom 2011;
- Ignacy Mościcki (1867–1946), inżynier i wynalazca. Warszawa 2006;
- Historia poszukiwania leku w roślinach, w Polsce 1800–1856. Warszawa 2002;
- Badania leczniczych wód mineralnych w Polsce 1800–1858. Ossolineum 1989;
- Chemists in a Divided Country. The Long-lasting Genesis and Early History of the Polish Chemical Society 1767–1923, w: Creating Networks in Chemistry. Cambridge 2007;
- Chemical analysis as a method of discovery in pharmacy in the age of Enlightement in Europe, w: Chemistry, technology and society. Aveiro (Portugalia) 2006;
- Polish Scientific Journals of the First Half of the 19th Century as a Channel of Scientific Communication in Chemistry, w: Communication in Chemistry in Europe, across Borders and across Generations. Budapeszt 2005.
- Historia chemii w: Dzieje Nauki. Nauki ścisłe i przyrodnicze, Bielsko-Biała 2011, s. 224–303.

## Życie prywatne
Jej córką jest publicystka, autorka filmów dokumentalnych, była dziennikarka telewizyjna i prasowa, posłanka Joanna Lichocka.